# Psolus fabricii
Psolus fabricii är en sjögurkeart som beskrevs av Magnus Wilhelm von Düben och Johan Koren 1846. Psolus fabricii ingår i släktet Psolus och familjen lergökar. Inga underarter finns listade i Catalogue of Life.